# Злочиначки умови (11. сезона)
Злочиначки умови (engl. Criminal Minds) је америчка криминалистичка драмска телевизијска серија која прати рад Јединице за анализу понашања (ЈАП-а) (engl. Behavioral Analysis Unit - BAU) чије је седиште у Квантику у Вирџинији. Серија се разликује од других серија те врсте по томе што се више усредсређује на злочинца него на сам злочин. Серију је продуцирала продукција The Mark Gordon Company у сарадњи са телевизијским студијима CBS и ABC. Серија је првобитно названа Квантико, а пробна епизода је снимљена у Ванкуверу.

## Опис
Једанаеста сезона серије Злочиначки умови је емитована на каналу CBS од 30. септембра 2015. до 4. маја 2016.
Цела главна глумачка постава се вратила за сезону, осим Џенифер Лав Хјуит (Кејт Калахан) која је напустила серију на крају десете сезоне. Дана 22. јуна 2015. године објављено је да ће Ејша Тајлер (случајно Хјуитина колегиница током прве сезоне серије „Шаптач духовима“) заменити Хјуитову у епизодној улози др. Таре Луис, психолога са оком за форензичку психологију и њену примену у кривичном правосуђу.

## Улоге

### Главне
- Џо Мантења кao Дејвид Роси
- Шемар Мур кao Дерек Морган (епизоде 1−18)
- Метју Греј Габлер кao Спенсер Рид
- А.Џ. Кук кao Џенифер Џаро
- Кирстен Вангснес кao Пенелопи Гарсија
- Томас Гибсон кao Арон Хочнер

### Епизодне
- Ејша Тајлер као Тара Луис (епизоде 1−14, 19−22)

### Гостујуће
- Паџет Брустер као Емили Прентис (епизода 19)

## Епизоде
| Бр. еп. (укупно) | Бр. еп. (у сезони) | Наслов                        | Редитељ              | Сценариста                     | Премијера           | Прод. код | Гледаност у САД-у (милиони) |
| --- | ------------------ | ----------------------------- | -------------------- | ------------------------------ | ------------------- | --------- | --------------------------- |
| 234 | 1                  | "Посао"                       | Глен Кершо           | Брин Фрејзер                   | 30. септембар 2015. | 1101      | 10.08                       |
| Када су два мушкарца – један у Олбанију у Њујорку и један у Сијетлу у Вашингтону – пронађена мртва са препознатљивом маском насликаном на лицима, ЈАП креће у проналажење висококвалификованог убице који циља своје бивше клијенте. У међувремену, Хоч тражи од форензичке психологиње и могуће нове чланице екипе Таре Луис да помогне у истрази. |                    |                               |                      |                                |                     |           |                             |
| 235 | 2                  | "Сведок"                      | Џон Терлески         | Шерон Ли Вотсон                | 7. октобар 2015.    | 1102      | 9.08                        |
| Када је десеторо цивила погинуло у нападу сарином на приградски аутобус у Лос Анђелесу у Калифорнији, ЈАП сарађује са локалном теренском канцеларијом ФБИ-ја како би утврдио да ли је догађај био одвојен или намерни терористички чин. |                    |                               |                      |                                |                     |           |                             |
| 236 | 3                  | "Док нас смрт не растави"     | Џо Мантења           | Карен Гавиола                  | 14. октобар 2015.   | 1103      | 9.08                        |
| Када су две будуће невесте пронађене мртве у Савани у Џорџији, а трећа се води као нестала, ЈАП утврђује да је злочине починила жена која пати од менталних проблема и тешког одбацивања. У међувремену, Гарсија постаје све забринутија док покушава да идентификује „Дванаест жигосаних“.                                                         |                    |                               |                      |                                |                     |           |                             |
| 237 | 4                  | "Разбојник"                   | Лари Тенг            | Вирџил Вилијамс                | 21. октобар 2015.   | 1104      | 8.47                        |
| Када је троје запослених у ноћној смени у ресторану у Лас Вегасу у Новом Мексику побијено у тешкој пљачки и подметању пожара, а истрага повезана са нерешеним случајем старим шест година са језивим сличностима, ЈАП сумња да су оба злочина починила више од једног непознатог починиоца.                                                         |                    |                               |                      |                                |                     |           |                             |
| 238 | 5                  | "Ноћна смена"                 | Томас Гибсон         | Брус Зимерман                  | 28. октобар 2015.   | 1105      | 7.64                        |
| Када је леш активисте заједнице из Детроита у Мичигену уткан у језиви графит, а осмомесечна беба отета, ЈАП покушава да повеже ова два догађаја са озлоглашеним уличним уметником познатим по томе што је увек корак испред власти. У међувремену, Луисова се суочава са притиском код куће пошто је њен однос са вереником достигао тачку пуцања.  |                    |                               |                      |                                |                     |           |                             |
| 239 | 6                  | "Изгнаник"                    | Феликс Енрике Алкала | Ерик Стилер                    | 4. новембар 2015.   | 1106      | 7.79                        |
| Када је регистровани сексуални преступник на Флориди избодена на смрт у својој кући и пронађена у униформи навијачице, ЈАП се суочава са застрашујућим задатком испитивања преко две хиљаде становника заједнице намењене смештају ненасилних преступника. У међувремену, Луисова добија каријерну прилику која прети да је одвоји од екипе.        |                    |                               |                      |                                |                     |           |                             |
| 240 | 7                  | "Богата мета"                 | Глен Кершо           | Џим Клементе                   | 11. новембар 2015.  | 1107      | 8.51                        |
| Када је Росијева ћерка Џој открила образац нестанка студенткиња на факултетима широм Источне обале, ЈАП креће да повеже образац са недавним нестанком студенткиње медицине из Вирџиније. У међувремену, Морган добија загонетно упозорење о „Дванаест жигосаних“, а Рид открива несрећну вест Џеј-Џеј која се вратила.                              |                    |                               |                      |                                |                     |           |                             |
| 241 | 8                  | "Будност"                     | Кристоф Шру          | Кимберли Ен Харисон            | 18. новембар 2015.  | 1108      | 8.14                        |
| Када су два мушкарца из Феникса у Аризони отета, а један пронађен мртав, ЈАП креће у проналажење убице који намерно лишава своје жртве сна. У међувремену, Џеј-Џеј се носи са стресом одгајања двоје деце, а Хоч предузима очајничке мере да заштити Гарсију.                                                                                       |                    |                               |                      |                                |                     |           |                             |
| 242 | 9                  | "Унутрашња контрола"          | Дајана К. Валентајн  | Шерон Ли Вотсон                | 2. децембар 2015.   | 1109      | 8.75                        |
| Када је пријављен нестанак три агента УСД-а током задатка у Ел Пасу у Тексасу, а један је касније пронађен мртав са грубо одсеченим лицем које му је прекривало лице, ЈАП жонглира са профилисањем убице и помагањем СДБ-у да идентификује кртицу повезану са подземним нарко-картелом.                                                             |                    |                               |                      |                                |                     |           |                             |
| 243 | 10                 | "Футур перфекат"              | Лора Белси           | Брус Зимерман                  | 9. децембар 2015.   | 1110      | 9.27                        |
| ЈАП се враћа на Флориду пошто су две особе пронађене мртве у Сент Огастину и крећу да истражују убицу који изводи језиве медицинске огледе на својим жртвама покушавајући да пронађе лек за тајанствену болест. У међувремену, Гарсија постаје узнемирена док се потрага за мрежом убица наставља.                                                  |                    |                               |                      |                                |                     |           |                             |
| 244 | 11                 | "Ентропија"                   | Хедер Капијело       | Брин Фрејзер                   | 13. јануар 2016.    | 1111      | 9.33                        |
| Док ЈАП спроводи сложен план за разбијање мреже убица, Рид постаје приморан да се упусти у ризичну игру мачке и миша са нарцисоидним психопатом одлучним да сазна зашто је узео одсуство. |                    |                               |                      |                                |                     |           |                             |
| 245 | 12                 | "Вожња"                       | Тавнија Мекирнан     | Карен Мејсер                   | 20. јануар 2016.    | 1112      | 9.25                        |
| Када су три жене из Бостона у Масачусетсу мучене, обезглављене и бачене на разним јавним местима, ЈАП сумња да су убиства повезана са месном услугом превоза коју су жртве користиле пре смрти. |                    |                               |                      |                                |                     |           |                             |
| 246 | 13                 | "Веза"                        | Ханел М. Калпепер    | Кимберли Ен Харисон            | 27. јануар 2016.    | 1113      | 9.22                        |
| Када су две особе нападнуте у блиц нападу, избодене ножем до смрти и остављене након смрти на различитим тоалетима за камионе широм Југа, ЈАП координира са теренском канцеларијом у Атланти како би идентификовала убицу који делује по наређењу некога ко је одлучан да се освети људима који су му нанели неправду.                              |                    |                               |                      |                                |                     |           |                             |
| 247 | 14                 | "Талац"                       | Бетни Руни           | Вирџил Вилијамс                | 10. фебруар 2016.   | 1114      | 8.97                        |
| Када је нестало дете из хранитељских породица у Сент Луису у Мисурију одвело месне власти до куће у којој тврди да је држан против своје воље са још две девојчице, ЈАП жонглира између идентификације њеног отмичара, спасавања осталих заробљеника и допирања до девојчице која највише зависи од њега.                                           |                    |                               |                      |                                |                     |           |                             |
| 248 | 15                 | "Значка и пиштољ (1. део)"    | Роб Бејли            | Џим Клементе                   | 24. фебруар 2016.   | 1115      | 8.64                        |
| ЈАП се враћа у Лос Анђелес у Калифорнији пошто су три жене побијене гушењем у својим домовима, а месна теренска канцеларија открила снимке надзорних камера које их наводе на сумњу да је убица један од њих. У међувремену, Морган сумња да Савана жели да раскине њихову везу пошто је примила шифровану СМС поруку.                              |                    |                               |                      |                                |                     |           |                             |
| 249 | 16                 | "Дерек (2. део)"              | Томас Гибсон         | Брин Фрејзер                   | 2. март 2016.       | 1116      | 9.32                        |
| Када је група међународних плаћеника отела Моргана, ЈАП креће у спасавање свог несталог колеге. У међувремену, Морган халуцинира о свом оцу Хенку док се удаљава од бола који му отмичари наносе. |                    |                               |                      |                                |                     |           |                             |
| 250 | 17                 | "Пескар (3. део)"             | Џо Мантења           | Брус Зимерман                  | 16. март 2016.      | 1117      | 9.80                        |
| ЈАП слави Морганов повратак са шестомесечног одсуства, али свечаности се завршавају када су добили задатак да ухапсе серијског убицу који терорише породице у Вичити у Канзасу, отимајући децу док им родитељи спавају. У међувремену, Морган жонглира између идентификације одговорног за његов напад и припрема за рођење свог детета.            |                    |                               |                      |                                |                     |           |                             |
| 251 | 18                 | "Прелепа катастрофа (4. део)" | Метју Греј Габлер    | Кирстен Вангснес и Ерика Месер | 23. март 2016.      | 1118      | 10.94                       |
| Како злочиначки бос са везама са мрежом убица циља ЈАП, остављајући судбину Саване и њене бебе неизвесном, екипа креће да га ухапси пре него што успе да испуни злокобну освету усмерену ка једном од њих. |                    |                               |                      |                                |                     |           |                             |
| 252 | 19                 | "Данак"                       | Тавнија Мекирнан     | Вирџил Вилијамс                | 30. март 2016.      | 1119      | 9.17                        |
| Када је бивша ГПА Емили Прентис повезала убиство имитатор у Њујорку са међународним убицом који је опонашао познате злочине у Русији и Енглеској, ЈАП креће да утврди његов следећи потез пре него што поново нападне. У међувремену, екипа наставља да се носи са последицама Моргановог одласка.                                                  |                    |                               |                      |                                |                     |           |                             |
| 253 | 20                 | "Унутрашња лепота"            | Алек Смајт           | Хабен Меркер                   | 13. април 2016.     | 1120      | 8.81                        |
| Када су две жене из Сакрамента у Калифорнији пронађене мртве услед узрокованих грубим операцијама лица, ЈАП покушава да направи профил убице одлучног да своје жртве обликује према својој визији идеалне жене. У међувремену, Роси је приморан да издржи непријатан поновни сусрет са својом бившом женом Хејден.                                  |                    |                               |                      |                                |                     |           |                             |
| 254 | 21                 | "Ђаволова кичма (1. део)"     | Феликс Енрике Алкала | Шерон Ли Вотсон                | 20. април 2016.     | 1121      | 9.14                        |
| Када су стражари у поправном дому у Троју у Вирџинији пресретнули пакет који садржи доказе из два месна нерешена случаја, ЈАП сарађује са бившом клиничком социјалном радницом која је постала серијски убица Антонијом Слејд како би идентификовали отмичара.                                                                                      |                    |                               |                      |                                |                     |           |                             |
| 255 | 22                 | "Олуја (2. део)"              | Глен Кершо           | Ерика Месер и Брин Фрејзер     | 4. мај 2016.        | 1122      | 8.84                        |
| Када се Хоч нашао ухапшен и оптужен за организовање терористичког напада од стране Министарства правде, преостали чланови ЈАП-а жонглирају како да скину љагу са његовог имена и идентификују људе одговорне за његово оптуживање. |                    |                               |                      |                                |                     |           |                             |

## Продукција
Џенифер Лав Хјуит је напустила серију због трудноће, а њен лик Кејт Калахан поднела је оставку на крају десете сезоне због трудноће и одлуке да следећу годину посвети својој беби. Објављено је да ће Ејша Тајлер заменити Хјуитову у епизодној улози др Таре Луис. А.Џ. Кук је открила да је трудна, а касније је у завршници десете сезоне откривено да је и њен лик Џенифер „Џеј-Џеј“ Џаро трудна. Није се појавила у првих шест епизода (осим у премијери сезоне). Директорка серије Ерика Месер изразила је жељу да врати старе ликове из претходних сезона, међу којима и мајку Спенсера Рида коју игра Џејн Линч. Кукова се појавила у првој епизоди „Посао“ држећи своју успавану бебу Мајкла кога игра Феникс Андерсен, њено дете у стварном животу.
Метју Греј Габлер је режирао 18. епизоду „Прелепа катастрофа (4. део)“ након које је Шемар Мур напустио главну глумачку поставу (Мур је касније глумио Хонда Харелсона у преради серије „Специјалци“ на CBS-у). Дана 10. фебруара 2016. године објављено је да ће се Паџет Брустер вратити као Емили Прентис у једној епизоди касније у 11. сезони, 19. епизоди под називом „Почаст“. Сезона је завршена 4. маја 2016. године, првом напетом завршницом серије од пете сезоне. Месерова је рекла да је осећала да је време за још једну напету завршницу и да је мислила да је то послужило као „заиста забавна лансирна даска“ за дванаесту сезону која је званично наручена два дана касније.